# 尾高杏奈
尾高 杏奈（おだか あんな、1990年6月28日 - ）は、東京都出身（出生地は母親の実家のある岩手県）の日本の元女優である。
堀越高等学校卒業。学習院女子大学 国際文化交流学部卒。ヒラタオフィスに所属していた。身長156cm、血液型O型。
特技は、手話、ピアノ、乗馬、日本舞踊。

## 来歴
2005年にオーディションで1,000人の候補者の中から選ばれ、『四日間の奇蹟』の準主役、楠本千織役で映画デビュー。
知的障害（サヴァン症候群）の千織役と、劇中で入れ替わる真理子役（石田ゆり子）の２役を演じ分ける難しい役どころを見事に演じた。また、サヴァン症候群で天才的なピアノの才能もある役柄の為、ピアノを数ヶ月間猛特訓し、劇中ではショパンの名曲「子犬のワルツ」などを実際に演奏している。
同年2005年にNHK連続テレビ小説『風のハルカ』で神崎ちい役（朝丘雪路）の戦時中の少女時代を好演、 翌年2006年にもNHK連続テレビ小説『芋たこなんきん』にてヒロイン花岡町子役（藤山直美）の女学生時代を演じ、古風な役が似合う女優として注目された。
清純な美少女のヒロイン役、また時代劇や戦争時代の作品などに数多く出演しており古風な役柄が多い。

## 出演

### テレビドラマ
- のりものスタジオ 「おもちゃ大陸プトラパトラ」（2000年 - 2001年、テレビ東京） - 主演・ハルカ役
- 池袋ウエストゲートパーク 第10 - 最終話（2000年6月16日 - 23日、TBS）
- ズッコケ三人組3（2001年4月7日 - 6月23日、NHK教育） - 山中道子 役
- 虹色定期便（2002年4月9日 - 2003年3月11日、NHK教育） - 野中百合 役
- 茂七の事件簿3 ふしぎ草紙 最終話（2003年8月8日、NHK） - お春 役
- 土曜ワイド劇場 おかしな刑事1（2003年8月23日、テレビ朝日） - 福島千鶴（少女期） 役
- 夢みる葡萄〜本を読む女〜 第6 - 8話（2003年11月3日 - 24日、NHK） - 田所藍 役
- 怪談新耳袋 花嫁さん編 「正座する影」（2004年6月11日、BS-i）
- 新・科捜研の女 第6シリーズ 第6話（2005年8月18日、テレビ朝日） - 神戸美菜 / 神戸美玖 役
- 連続テレビ小説（NHK）
  - 風のハルカ 第61 - 62話（2005年12月12日 - 13日） - 神崎ちい（少女期） 役
  - 芋たこなんきん 第49 - 62話・第136話（2006年11月27日 - 12月12日・2007年3月14日） - 花岡町子（15歳〜少女期） 役
  - 純と愛 第49 - 50話・第54話（2012年11月26日 - 27日・12月1日） - 大久保加奈 役
- 警視庁捜査一課9係 season1 第4話（2006年5月10日、テレビ朝日） - 安田まなみ 役
- 水戸黄門 第36部 第8話「助っ人アキの越後獅子・福井」（2006年9月11日、TBS / C.A.L） - おちか 役
- 地獄少女 第1話（2006年11月4日、日本テレビ） - 宮崎優 役
- 陽炎の辻〜居眠り磐音 江戸双紙〜（NHK） - 井筒（坂崎）伊代 役
  - 1 第1話・第7 - 8話（2007年7月19日・9月13日 - 20日）
  - 2 第1話・第3 - 4話（2008年9月6日・9月20日 - 27日）
  - 3 第9話・第13 - 最終話（2009年6月27日・8月1日 - 8日）
- モップガール 第7話（2007年11月23日、テレビ朝日） - 佐伯亜衣 役
- 刑事の現場 第2話（2008年3月15日、NHK） - 谷川直子 役
- 男装の麗人〜川島芳子の生涯〜（2008年12月6日、テレビ朝日） - 市村典子 役
- コールセンターの恋人 第2話（2009年7月10日、朝日放送 / テレビ朝日） - 北野初江 役
- 気骨の判決（2009年8月16日、NHK） - 田口安江 役
- リアル・クローズ 第6 - 7話（2009年11月17日 - 24日、関西テレビ） - はな 役
- 被爆した女たちは生きた〜長崎県女、クラスメイトたちの65年〜（2010年8月9日、NHK BS-hi） - 三枝きぬこ 役
- 京都地検の女 第8シリーズ  第5話（2012年8月16日、テレビ朝日） - 西条史歩 役
- 東野圭吾ミステリーズ 第7 - 最終話（2012年8月23日 - 9月20日、フジテレビ） - 倉敷美里 役
- 相棒11 第9 - 10話（2012年12月12日 - 19日、テレビ朝日） - ルミ 役
- 人類の宿命 アルツハイマー病に挑む〜ここまで分かった驚異の事実〜（2013年2月28日、NHK BSプレミアム） - 大石静枝 役
- 遺留捜査 第3シリーズ 第1話（2013年4月17日、テレビ朝日） - 愛川みちる 役
- 私の嫌いな探偵 第3話（2014年1月31日、テレビ朝日） - 滝沢美穂 役
- 刑事7人 第3話（2015年7月29日、テレビ朝日） - 小畑弥生 役
- 松本清張ミステリー時代劇 第10話「雨と川の音」（2015年8月11日、BSジャパン） - 大門屋の内儀 役
- 白鳥麗子でございます!（2016年1月 - 3月、メ〜テレ） - 滝沢京子 役
- Home Sweet Tokyo 第1話（2017年12月3日、NHK WORLD） - カレン 役

### 映画
- 四日間の奇蹟（2005年6月4日、東映） - 楠本千織 役
- かかしの旅（2006年3月6日、フィルム・クレッセント） - 宮本あやか 役
- 出口のない海（2006年9月16日、松竹） - 並木幸代 役
- 同窓会（2008年8月16日、エスピーオー） - 友永雪（少女期） 役
- ラストゲーム 最後の早慶戦（2008年8月23日、シネカノン） - 戸田いさこ 役
- 木屋町DARUMA（2015年10月3日、監督：榊英雄） - 真崎秀美 役
- 白鳥麗子でございます! THE MOVIE（2016年6月11日、エスピーオー） - 滝沢京子 役

### CM
- セガ「ソニックメガコレクション」（2002年）
- タカラ「ちゃおパチップ」（2003年）
- 神戸製鋼「アルミディスク」（2005年）
- 郵便事業(後の日本郵便)　「年賀状(作る・書く編)」(2009年)
- ハウスウェルネスフーズ 「C1000・1日分のビタミン」( 2010年)
- HONDA 「ピタ駐ミラー」（2013年 - 2015年）

### その他
- PV：FUZZY CONTROL「little girl」（2004年、ビクターエンタテインメント）
- スチル：全国信用金庫協会（2005年）
- 平成18年秋の全国火災予防運動ポスター（2006年、総務省消防庁）
- ショートムービー「Good Luck」（2012年） - 涼子 役 ※BUMP OF CHICKENのCD 「グッドラック」 初回特典DVD収録